# Соловйов Веніамін Миколайович

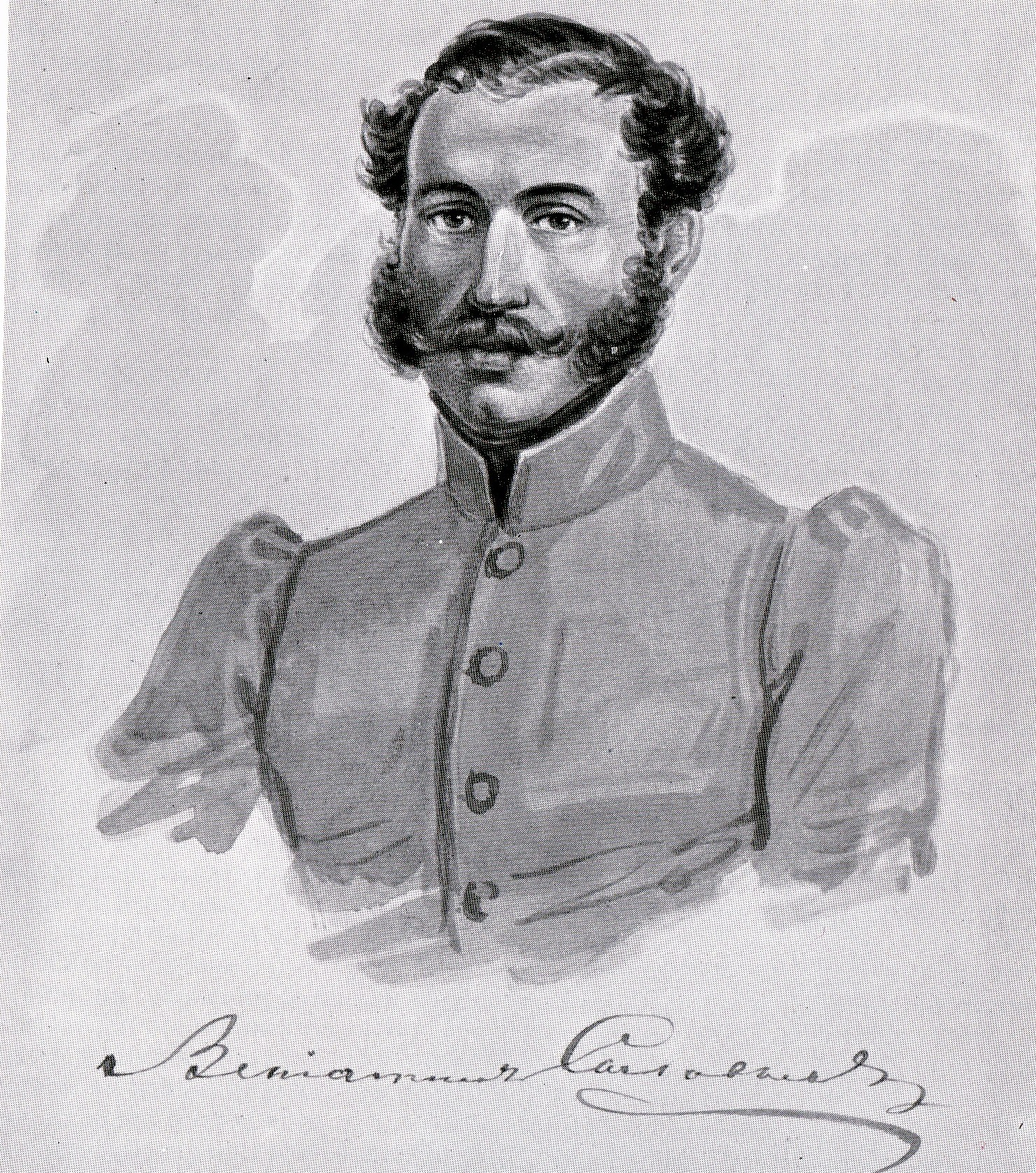
Соловйов В.М. 1839 рік. Акварель Бестужева М.О.

Соловйов Веніамін Миколайович (близько 1798 — 1866 або 1871, Рязань) — барон, декабрист, штабс-капітан Чернігівського піхотного полку, командир 2 мушкетерської роти.

## Біографія
Походить із дворян Рязанської губернії. Батько — барон Соловйов Микола Миколайович, гвардії прапорщик. 28 квітня 1818 року вступив до служби прапорщиком до Чернігівського піхотного полку. Член Товариства об'єднаних слов'ян. Учасник повстання Чернігівського полку.
Військовим судом у Могильові засуджений до смертної кари, за конфірмацією 12 липня 1826 року засуджений до позбавлення дворянства, чинів і до довічної каторги. Прибув до Читинського острогу 12 лютого 1828 року, відправлений до Зерентуйський рудник Зерентуйського руднику у березні 1828. Після заколоту Сухінова Івана Івановича переведений у грудні 1828 року до Култумського руднику. У лютому 1829 року повернений до Читинського острогу. З вересня 1830 року відбував покарання у Петровському заводі. Після закінчення строку каторги (10 липня 1839) відправлений на поселення в с. Устьянське Енісейської губернії. В грудні 1850 року з нагоди 25-річниці царювання Миколи І дозволено мешкати у Сибіру повсюди, але під суворим наглядом. За амністією 26 серпня 1856 року Соловйову та його дітям, народженим після винесення вироку, повернені титул, права дворянства, без майнових прав і дозволено жити у європейській частині Росії, за винятком столиць. Жив в маєтку брата в Скопінському повіті Рязанської губернії. За власним клопотанням одержував щорічну допомогу в 100 рублів з 1859 року. Помер у Рязані.